# Euamoebida
Ordre
Les Euamoebida sont un ordre d'amibozoaires (amibes) de la classe des Tubulinea.

## Liste des familles
Selon IRMNG (1e février 2025) :
- Amoebidae Ehrenberg, 1838, stat. nov. Page, 1987
- Hartmannellidae Volkonsky, 1931 emend. (en) Smirnov et al., 2011
- Nolandellidae Cavalier-Smith in Smirnov et al., 2011

Autre familles
- Copromyxaceae ⇔ Copromyxidae ⇔ Hartmannellidae Volkonsky, 1931
- Copromyxidae Olive & Stoianovitch, 1975 ⇔ Hartmannellidae Volkonsky, 1931
- Nolandellidae Lahr & Katz in Lahr et al., 2011 ⇔ Nolandellidae Cavalier-Smith in Smirnov et al., 2011

## Systématique
Le nom valide complet (avec auteur) de ce taxon est Euamoebida Lepși (d), 1960.
Euamoebida a pour synonyme : Poseidonida Lahr & Katz in Lahr et al., 2011